# Tonino Baliardo
Pour les articles homonymes, voir Baliardo.
 (novembre 2014).
Si vous disposez d'ouvrages ou d'articles de référence ou si vous connaissez des sites web de qualité traitant du thème abordé ici, merci de compléter l'article en donnant les références utiles à sa vérifiabilité et en les liant à la section « Notes et références ».
Tonino Baliardo (né dans les années 1960 à Montpellier), est un guitariste français, membre du groupe Gipsy Kings.

## Biographie
Après un début en solo en 2001 avec l'album instrumental Essences, Tonino Baliardo a sorti un second album instrumental Tonino Baliardo en 2001, entièrement composé par lui-même. « Tonino Baliardo est le membre le plus créatif du groupe », selon Chico Bouchikhi, ancien membre du groupe, qui a coécrit leur plus gros tube à ce jour Bamboleo. « Il a beaucoup d'idées et une grande imagination. Il avait l'habitude d'aller à l'école avec sa guitare ».
Tonino Baliardo, comme tous les autres membres du groupe, ne lit pas et n'écrit pas de musique, déclare-t-il en 2007 dans les bonus de la vidéo de leur album Pasajero. Ils ont développé leur style tout au long de leur vie, passée à jouer et à apprendre des générations précédentes ayant contribué au flamenco. En 2003, il crée l'entreprise Gipsy Kings Production fabriquant des peluches à Arles.